# Manolo García
Manuel García García-Pérez (Manolo García) (né à Poble Nou, Barcelone, le 19 août 1955) est un chanteur espagnol.

## Biographie
En 2020, il reçoit la Médaille d'or du mérite des beaux-arts, décernée par le Ministère de la Culture espagnol.

## Discographie
- Arena en los bolsillos - 1998
- Nunca el tiempo es perdido - 2001
- Para que no se duerman mis sentidos - 2004